# دیوید هرلی
دیوید هرلی (انگلیسی: David Hurley؛ زادهٔ ۲۶ اوت ۱۹۵۳) سیاست‌مدار اهل استرالیا است. هرلی بیست و هفتمین فرماندار کل استرالیا بود
وی همچنین برندهٔ جوایزی همچون لژیون دونور (افسر) شده‌است.